# The Pleasure
The Pleasure (deutsch: Das Vergnügen) ist eine Britpop-Gruppe aus Freiburg im Breisgau, Deutschland.

## Bandgeschichte
The Pleasure wurde am 5. März 1995 von Ingo Rosch (Gesang, Gitarre), Jens Kreuzer (Gesang, Bass, Piano, Gitarre), Volker Eck (Gesang, Schlagzeug) und Ralf Paske (Gesang, Gitarre, Bass) gegründet. 1997 verließ Ingo Rosch die Band.
1998 erschien ihr erstes Album Dorothea Parker & Friends im Eigenvertrieb. Eine Promotionagentur vermittelte die Band an den Produzenten Heiner Lürig. Die Band arbeitete nun mit Roland Prent und Harald Lepschies zusammen. Ein Album wurde eingespielt, das jedoch nie erschien.
Der Song Sunny Side Up, eigentlich als Titelsong für das Album geplant, wurde auf SWR3 gespielt und wurde dort Wochensieger in der Newcomer-Reihe Rookies. Rugglestone Inn erschien auf einem Sampler des Zelt-Musik-Festivals 2003.
2002 erschien das zweite Album  Didn't Catch the Sun for Shadows wieder im Eigenvertrieb. 2004 folgte das Album Hash Brown Smilings über Jazzhaus Records.
2006 erschien das Doppelalbum The Pleasure über Rookie Records.
2008 folgte ihr bisher letztes Album Travel Inside, kurz vorher stieg Orgelspieler Bernd Schmidt in die Band ein. Das Albumcover wurde von Klaus Voormann gezeichnet. 2007 und 2011 spielte die Band im durch The Beatles berühmt gewordenen Cavern Club.

## Musikstil
Die Band spielt Britpop im Stil der sechziger Jahre. So erinnern einige Songs an Lieder der Beatles, Yardbirds oder The Kinks.

## Diskografie
- 1998: Dorothea Parker & Friends (Sound Shell Records)
- 2002: Didn’t Catch the Sun for Shadows (Eigenproduktion)
- 2004: Hash Brown Smilings (Jazzhaus Records)
- 2006: The Pleasure (Rookie Records)
- 2008: Travel Inside (Rookie Records)